# コン・レー
コン・レー（ラーオ語: ກອງແລ / Kong Le, 1934年3月6日 - 2014年1月17日）は、ラオス王国の軍人、政治家。
ラオス内戦中の1960年、軍事クーデターにより右派政権を打倒し、中立派プーマ政権の樹立に貢献した。
その後は中立派軍司令官として右派軍および左派軍との戦闘を指揮。後に失脚し、フランスに亡命。

## 経歴
コン・レーは1934年、フランス領インドシナ（フランス支配下）のサワンナケート県パラン郡の農家に生まれた。第二次世界大戦中はサワンナケートで教育を受け、その時の教師の一人が後の左派パテート・ラーオ幹部、シンカポ・シコートチュンナマリーであった。
ラオス独立後、王国政府と左派勢力がラオス内戦を続ける中、1952年に王国軍へ入隊し、パラシュート部隊に配属。1954年には異例の若さで将校に任官し、北部において歩兵部隊の一部を率いてベトミンと闘った。1957年からはフィリピンに派遣され、アメリカ軍から対ゲリラ戦の訓練を受けている。
1958年に帰国すると、コン・レーは精鋭で実戦の経験豊かな第2パラシュート大隊の副隊長に任ぜられ、大尉に昇格した。しかし同年8月、左派との和平協定に基づく第1次スワンナ・プーマ連合政府が崩壊し、右派プイ・サナニコーン内閣が成立。これにより左派パテート・ラーオは排除・弾圧され、内戦が再燃することになった。ラオス人同士の戦闘を憂いたコン・レーは、同年シンカポと接触してクーデターを提案するが、シンカポからは自制を求められた。その代わりに、中立平和党の幹部ボン・スワンナウォンとキニム・ポンセーナーを紹介され、その後ポンセーナーの政治指導を受けることになる。
1960年4月の総選挙では、あからさまな不正により右派が大勝し、6月に軍部右派プーミー・ノーサワン将軍が実質権力を握るソムサニット内閣が成立した。これにより、左派との内戦が本格化すこととなり、8月のクーデターへと繋がった。

### 1960年8月のクーデター
1960年8月8日、ほぼ全ての閣僚がシーサワーンウォン前国王の葬儀準備のために王都ルアンパバーン郡に向かい、首都ヴィエンチャンを留守にした。この機を捉え、コン・レー大尉はクーデターを決行する。
翌8月9日の早朝、600人の第2パラシュート大隊を率いてヴィエンチャン郊外の仮駐屯地を出発し、わずか3時間で首都の主要機関を占拠した。対する政府軍は数倍もの兵力数にもかかわらず、士気が低く戦闘技術も無かったため、抵抗することなく降伏するかメコン川対岸のタイ領に逃亡した。同日、コン・レーは反腐敗、外国の不干渉と外国軍撤退、国際的中立、あらゆる国からの援助受け入れ、の4項目の政策を放送した。また、全軍に対してパテート・ラーオ軍への攻撃停止を布告し、パテート・ラーオに対しては新政府への協力を呼びかけた。
8月11日、コン・レーは大衆集会で演説し、ラオス人同士の争い、腐敗、外国人による支配の終止符を呼びかけ、国王に対してスワンナ・プーマ親王を首相に任命するよう要請した。ラオスの国民は戦争に膿み疲れており、ヴィエンチャンでも学生を中心に庶民から熱狂的に歓迎された。また、ヴィエンチャンからの脱出途上にあったヌーハック等のパテート・ラーオ幹部とも接触し、政治・軍事での協力で合意した。
ヴィエンチャンの議会も8月13日、59人中41人の議員が出席して、満場一致によりソムサニット内閣の不信任を可決するとともに、プーマの首相任命を要請した。14日、ソムサニット内閣は国王に辞表を提出し、国王はプーマに組閣を命じた。こうして16日にはプーマ第3次内閣が発足し、翌17日に議員34人の満場一致で内閣を承認した。
8月18日、コン・レーはクーデターの終了を宣言した。

### ヴィエンチャンの戦い

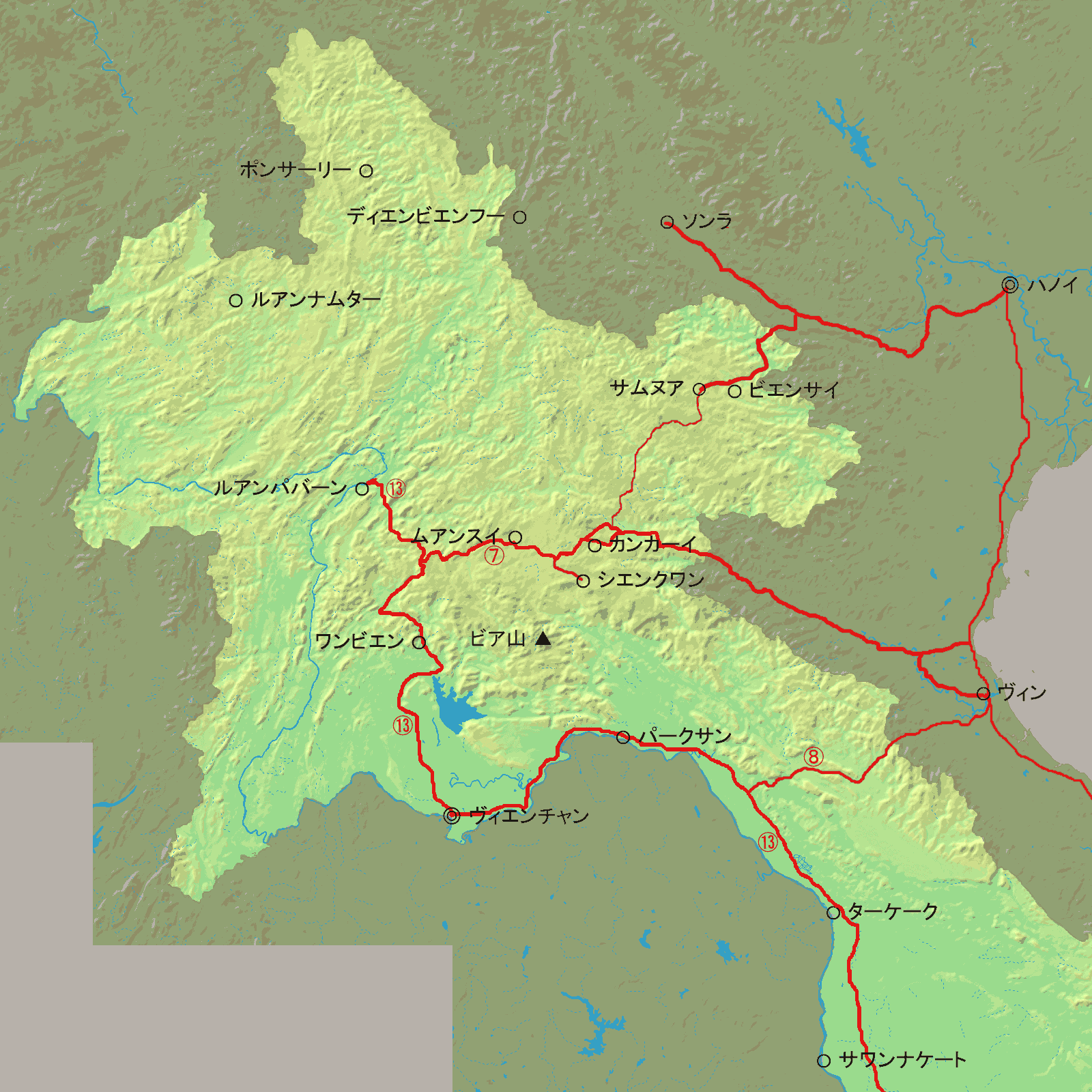
ラオス内戦時の主要都市と幹線道。

しかし、右派のノーサワン国防相は故郷のサワンナケートに逃れると、直ちにコン・レーのクーデターに対する抵抗を開始した。アメリカとタイの支持を得て、8月15日には旧ソムサニット政権の大多数と21人の議員から成る「反クーデター委員会」を組織し、戒厳令を布告する。
8月23日、プーマ首相がノーサワン将軍と会談し、一度はノーサワンを内相として入閣させる連立政府の樹立で合意した。しかし、コン・レーはノーサワンの入閣を強く非難する声明を発し、さらに9月1日にノーサワン暗殺計画の情報がもたらされたことで、将軍はサワンナケートに引き返し、右派との衝突は不可避となった。
コン・レー軍は緒戦においては、パラシュート部隊2個中隊をもってパークサンの右派軍2個大隊を退け、さらにサムヌア近郊にパラシュート部隊を投入して駐屯軍を逃走させるなど、戦果を挙げていた。
このような状況下、アメリカは中立派政府への援助を停止して圧力をかけ、さらにノーサワン軍への援助を強化した。これに対してプーマ首相は左派パテート・ラーオとの交渉を進めつつ、東側諸国に接近することになる。10月7日にはソ連と国交を樹立し、10月13日にソ連のアブラーモフ新大使がヴィエンチャンに着任。10月27日からはソ連によるコン・レー軍への物資空輸が開始された。
また11月1日、プーマ首相はラオスの政治的中立を志向する全ての政党、委員会、その他の機関を糾合するため、自らを議長とする「中立・統一委員会」を結成し、コン・レーが副議長に任命された。
そして11月22日、ついにコン・レーの中立派軍とノーサワンの右派軍が本格的に衝突した。しかし、アメリカにより支援された重装備の右派軍は、軽装備のコン・レー軍を蹴散らし、ヴィエンチャンに向けて13号線を北上した。
右派軍が迫る直前の12月8日、ヴィエンチャン軍管区のクパシット・アパイ大佐によるクーデター未遂が起き、一時は首都を占領されたが、翌9日未明にコン・レー軍はこれを退けた。
12月9日、プーマ首相と閣僚はヴィエンチャンを脱出し、カンボジアに亡命した。12月13日、ノーサワン軍がヴィエンチャンへの攻撃を開始し、三日三晩の戦闘の後、12月16日に首都は占領され、コン・レー軍は北部へと撤退した。

### 左派の共闘
コン・レーと中立派軍はヴィエンチャンから撤退したが、12月22日にはパテート・ラーオ軍の協力の下、戦略的に重要な7号線と13号線の合流点を占拠した。さらに、ジャール平原の9,000人の右派軍と9,000人のモン族ゲリラを排除し、1961年1月3日までにこれを占拠した。ジャール平原は空路・陸路のいずれにおいても、北ベトナム経由で軍事物資を受け取れる戦略的に理想的な位置にあった。以後、コン・レーは平原東部の村落カンカーイを拠点とし、2月20日には亡命したプーマ首相を迎え入れ、ここに政府を再建した。こうして、東側諸国に承認されたカンカーイの中立派政府と、西側諸国に承認されたヴィエンチャンの右派政府とに分かれ、内戦が続けられる。
カンカーイにおいては左派軍と中立派軍の統合が進められ、新たに高等混成軍事委員会が設置されると、コン・レーが議長に就任した。さらに左派＝中立派軍には、北ベトナムを経由したソ連と中国の物資供給が絶えず行われた。北ベトナム側の分折によれば、1961年の時点で右派ノーサワン軍が35,000人の兵力を擁していたのに対して、パテート・ラーオ軍が15,000人、コン・レー軍が4,000人、プーマを支持したポンサーリー県知事カムウアン・ブッパー大佐の部隊が1,500人という勢力関係にあった。
やがてソ連・アメリカの国際的圧力により、ラオス中立化の機運が高まってくる。ジュネーヴにおいて国際会議が開催される直前、1961年5月3日をもって停戦が実行されたが、この時点で国土の3分の2がパテート・ラーオと中立派軍の支配下に置かれていた。
ラオス国内においては、中立派の政治組織を強固にするため、1961年9月にプーマ親王を党首とする「ラオス中立党」が結成され、コン・レーが副党首に就任した。また、停戦協定にもかかわらず、3派間における衝突は続いていた。一方で、左派スパーヌウォン、中立派プーマ、右派ブン・ウムの3親王による和平会談が国内外において断続的に行われた。その結果、1962年6月にプーマ親王を首班とする第2次連合政府の樹立で合意がなされ、さらに同年7月のジュネーヴ会議において「ラオス中立に関するジュネーヴ協定」が締結され、ラオスの国際的中立が承認された。

### 中立派の分裂
しかしジュネーブ協定の結果として、1962年11月にはソ連による中立派軍への空輸は停止された。そこで、プーマ首相はアメリカによる物資供給に頼ることになり、これはパテート・ラーオおよび中立派内の左派グループから批判された。とりわけ、コン・レーの右腕であり、アメリカとの物資供給に関する合意を取りまとめた参謀総長ケッサナー・ウォンスワン大佐が批判の矛先となった。

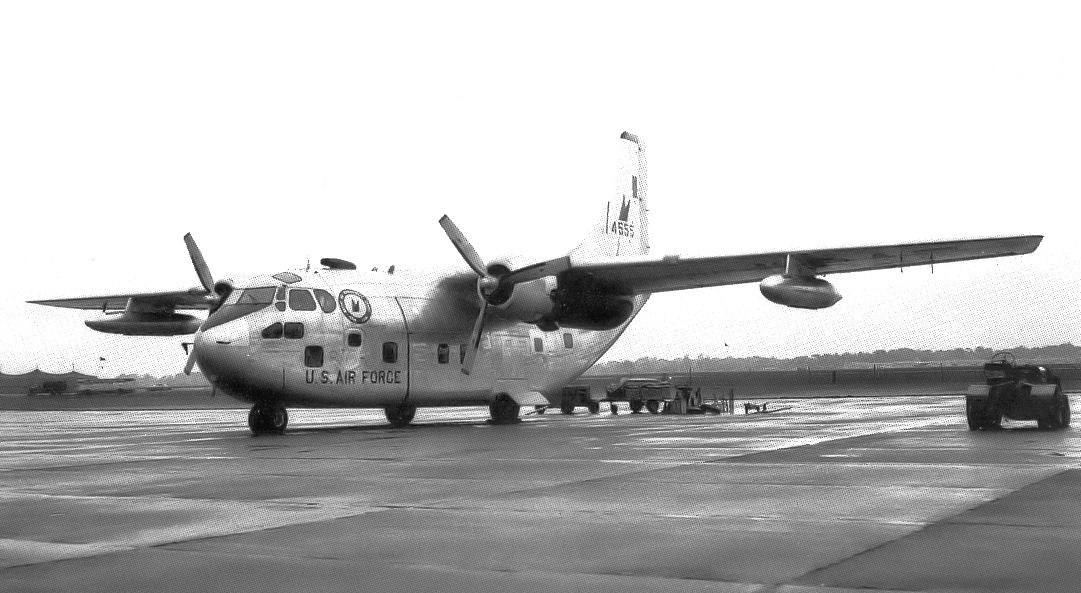
撃墜された輸送機と同型のC-123B

1962年11月27日、シエンクワーン飛行場の南西3.5マイル地点において、中立左派ドゥアン・スンナラート大佐の指揮下の対空部隊がエア・アメリカの輸送機を撃墜する事件が起きた。ケッサナー大佐はこれに関与した人物を逮捕しようとしたが、パテート・ラーオに阻止されてしまう。
翌1963年2月12日にはケッサナー大佐が暗殺され、コン・レーは容疑者を逮捕するとともに、パテート・ラーオ幹部とドゥアン部隊の中立派領域への進入を禁止した。同年3月半ばまでに中立派の分裂は決定的となり、ドゥアン大佐は配下の部隊とともに中立派を離脱し、これにポンサーリーのカムアン大佐が合流して、中立左派「愛国中立勢力」を形成した。
1963年3月31日、ついにコン・レー軍と中立左派軍の間で軍事衝突が勃発し、4月1日には中立左派と見られていたキニム・ポンセーナー外相が、ケッサナー大佐の報復として暗殺された。以後、ヴィエンチャンは暗殺の連鎖となり、身の危険を感じた左派閣僚はジャール平原に脱出した。ここに第2次連合政府は事実上崩壊する。
4月20日、シエンクワーンの飛行場が中立左派軍とパテト・ラーオ軍に奪われた。その後もコン・レー軍は撤退を重ね、やがてジャール平原の西側3分の1の地域に押し込められた。
さらにコン・レーとプーマが進めた右派政府軍への性急な統合が、中立派軍内の反発を招くことになった。1964年4月には「数百人の兵士」が離脱し、5月16日にはコンレー軍11個大隊の内6個大隊がドゥアン派に離脱した。
5月中旬、コン・レー軍はジャール平原においてパテート・ラーオ軍の総攻撃に遭い、西端のムアンスイを残し、全域を支配されるに至った。

### 失脚と亡命
1966年11月24日、コン・レーは中立派内の権力闘争で失脚し、フランスに亡命した。亡命後も中立主義に基づく政治活動を継続したが、政治的影響力は無かった。1975年の人民共和国の成立後、コン・レーは「中立ラオス人民の抵抗革命運動」 (Le Mouvement Révolutionnaire de la Résistance du Peuple Lao Neutralist) を設立し、1980年代初頭には中国南部において反政府ゲリラの訓練に当たった。しかし1983年末にはフランスに戻り、後にアメリカへと移住した。
晩年はフランスで過ごし、2014年1月17日にパリの病院で死去した。